# Pipunculus torus
Pipunculus torus är en tvåvingeart som beskrevs av Skevington 1998. Pipunculus torus ingår i släktet Pipunculus och familjen ögonflugor. Inga underarter finns listade i Catalogue of Life.